# アイリス・ゼロ
『アイリス・ゼロ』は、原作：ピロ式、作画：蛍たかなによる日本の漫画作品。
『月刊コミックアライブ』（メディアファクトリー）2009年6月号から連載開始。第5巻発売と同時にドラマCDが発売された。

## 概要
子供たちが「瞳（アイリス）」と呼ばれる異能力を持って生まれてくることが普遍的となった世界（現代の日本）を舞台に、「力を持たない者の苦悩」や「力を持つが故の苦悩」を描きつつ、少年少女たちの抱える問題に踏み込んでいく物語である。ここでの問題とは、主に現代における実際の中高生が日常的に心に抱えているであろう問題を主軸として置いており、異能力はその物語を盛り上げる一要素程度に留めているのが特徴である。
序文の通りピロ式が原作･原案･脚本を担当し、蛍たかなが作画担当という分業により作成されている。単行本には「余白ページに広告が入るのであれば、独自企画で空白を埋めたい」という方針で、メインキャラをデフォルメ化した『ファンシー戦隊アイリス黒』、後日談の描き下ろしコミックや虚構の次巻予告（嘘予告）が挿入されるほか、カバー下にもキャラクターと瞳の設定などが盛り込まれている。ちなみに『次巻予告』では、「コミックアライブで連載中」のほかに、『実際の内容とは（大きく）異なる場合がございます』と断り書きがされている。なお予告の制作順序は本編と逆で、順に蛍が吹き出しまで付けたマンガを作り、ピロ式は適切なセリフを入れ、担当編集者が煽りになる文を入れて完成させている。
なお、月刊コミックアライブの2012年7月号から2013年11月号まで長期にわたり作者の体調不良とその療養のため休載しており、その後も療養のためにしばしば休載を挿んでいる。
作者によると、元は全５話構成で各話ごとに主人公が変わるオムニバス形式の読みきりで掲載される予定だったとのこと。このとき構想にあったキャラクターは透・小雪・聖・あさひ・時田の5人で、連載が決まったことにより、新たに七瀬がメインキャラの1人として設定された。

## ストーリー
他の人には見えない何かが目に映る「瞳（アイリス）」と呼ばれる力を少年少女が持つことが当たり前となった世界。
その力を持たない「欠落者（アイリス・ゼロ）」であるがゆえに、周囲から差別の眼差しを向けられ続けてきた高校生・水島透は、「低視聴率（目立たず生きること）」をポリシーにしていた。そんなある日、透は学園で高い人気を誇る美少女・佐々森小雪からとある「告白」を受けてしまう。
欠落者の自分が人気者の小雪と関われば、周囲に敵を作り、小雪も自分も傷付くことになる。そう考え、小雪を避けようとする透だったが、彼女との出会いにより彼の学園生活は少しずつ変化していく。

## 登場人物
※担当声優はドラマCD版のもの。また生年月日、好きな食べ物、嫌いな食べ物は単行本3巻より出典。

### 主要人物
水島 透（みずしま とおる）
声 - 柿原徹也
9月14日（おとめ座）生まれ、A型。
瞳の能力：なし
本作の主人公。瞳の力を持たない「欠落者」であり、幼いころからいじめを受けていた。それ以来、周りから目立たないように「低視聴率」を信条としているが、人気者である小雪との出会いから度々「高視聴率（＝周囲の注目を浴びること）」を余儀なくされることになる。
性格は周囲から目立つことを避けるためもあって、捻くれ者かつ根暗であるが、他人のことを放っておくことができないお人好しな面もある。欠落者ゆえにいじめられていた過去の影響もあって頭の回転が早く、瞬時の状況判断や洞察力は人一倍優れており、状況を冷静に分析して様々な問題を解決している。友人の聖は、これらの透の力のことを「自身が欠落者故に他人の視線を常に気にしており、相手がどう思っているかを想像しているだけの自己保身の延長として身に付いたもの」だと分析しており、透本人も自分の力のことを「想像力」と称している。
よく付きまとってくる小雪のことは、「低視聴率」という信条を守る自分にとっての最大の障害だと認識しつつも、彼女を自分のことを大切に思ってくれている友人だと認めている。
瞳狩り事件の際には、瞳狩りの首謀者の疑いを掛けられて一層周囲から迫害を受ける中、ついに小雪も自分と関わるのを止めたと誤解し、多大なショックを受けて一時不登校になったこともあった。
家族構成は父・母・妹の4人家族であり、家族同士の仲は良好。また、着ている私服は母親と妹が選んで買ってきたもの。
「低視聴率」のポリシーがおざなりになるほどの大の甘党で、好きな食べ物はケーキ。嫌いな食べ物はピーマン。
佐々森 小雪（ささもり こゆき）
声 - 日高里菜
12月20日（いて座）生まれ、O型。
瞳の能力：物事の適格者を頭上に出現する○×で判別できる
本作のヒロイン。学園内で五本の指に入る美少女であり、天然で人懐っこい穏やかな性格で周囲の人間からの信頼も厚い人気者。またお人好しで、他人から物事を頼まれると嫌とは言えないタイプ。瞳の力を活かして次期生徒会長の適格者を探していた際に透と知り合うことになる。後に自身が生徒会長の適格者と発覚し、生徒会長に就任する。
他人とは分け隔てなく接しているため、欠落者である透にも最初から偏見を持たず接しており、彼と親しくなろうと努力している。しかし、自身が「学園の人気者」という注目の的（透曰く、「視聴率のカタマリ」）であることに気づいておらず、それゆえに透からは避けられがちで、人前で話しかけないよう頻繁に注意されている。また、自分の周囲のことを正しく把握できていないような発言も時折見られる。
共に時間を過ごしていく中で、いつしか透に対して片思いするようになるが、透と恋人同士になることはまだ想像できないらしい。
自分の思ったことを一直線に貫き通す芯の強さを持つが、それ故に正しいと思っていることを何が何でも押し通そうとしたり、自身の気持ちを相手のことを考えず一方的にぶつけたりと強情な一面ももっている。そのせいで自分でも気付かないうちに余計なトラブルを引き起こしたり、事態を悪化させてしまう事もある。透もそのことについて危惧しており、度々頭を抱えている。
好きな食べ物は茶碗蒸し、嫌いな食べ物はセロリ。
篠塚 聖（しのづか ひじり）
声 - 宮坂俊蔵
5月10日（おうし座）生まれ、AB型。
瞳の能力：死期が近いもの（動植物を問わず）に黒い蝶が群がって視える
透の数少ない友人で、小雪とあさひのクラスメート。普段はヘラヘラとした陽気なお調子者を装っているが、情報通で思慮深く影のあるシリアスな一面も持ち合わせており、非常に掴み所のない性格をしている。
割と女子からモテるらしいが、「欠落者である透の友人」という立ち位置のせいで周囲から浮いている。しかし、それを特に気にするわけでもなく、むしろわざと周囲から浮くような言動を見せている節もある。また自分の腹の内を他人に見せないため、普段のヘラヘラとした態度と相まって、他人からは「何を考えているのか分からない」と不気味がられることもある。
自らの瞳を他人には話したがらず、彼の瞳を知る人物は少ないが、唯一透にだけは自力で見抜かれている。自らの瞳が見せるものに嫌気がさしており、中学の頃は特に自身の存在意義を理解できずに苦悩していた。透とはその頃に出会い、透のおかげで苦悩から救われたことが切っ掛けとなり、それ以来の親友となる。
セーターやブレザーの袖で手の甲まで覆うようにしていることが多い。
好きな食べ物は抹茶、嫌いな食べ物はメロン。
結城  あさひ（ゆうき あさひ）
声 - 井上麻里奈
7月3日（かに座）生まれ、B型。
瞳の能力：嘘をついている人間を見ると悪魔の尻尾が視える
透とは小学生時代からの幼なじみで、聖と小雪とは同じクラスの友人。正義感が強く、勝気な性格で少々強引なところがある。
瞳によって嘘を見抜けてしまい、嘘に対して嫌悪感を持っていることから他人に対して不信感を抱いてしまいやすく、心を開ける友人は少ない。
昔は透と仲が良かったようだが、小学生時代にある出来事で感情的になったあさひが「透が欠落者であること」をクラスの人間にばらして透のいじめられる切っ掛けを作ったため、透との仲が悪くなっていた。しかし、担任の藤村先生との一件で透に助けられたことにより和解。その後は透の友人として行動を共にするようになる。しかしながら、今の自分たち6人の関係が「互いに仲良しグループという関係を壊さないように本音を隠し合っていて、危ないバランスで繋がっている」ということを悟っており、それを理由に小雪の気持ちに目を背けていた透に対してきつい言葉で警告した。
透との和解後は、嘘に対する嫌悪感は多少薄れている模様。また将来の夢に警察官と語っていたが、藤村先生との一件を経た今は弁護士を目指している。
ホラー全般と虫が苦手。好きな食べ物はチョコレート、嫌いな食べ物は生クリーム。
時田 晴海（ときた はるみ）
声 - 赤羽根健治
4月22日（おうし座）生まれ、B型。
瞳の能力：誰が誰に恋愛感情を持っているかを頭の上に浮かぶ矢印で視える
透のクラスメートで七瀬とは幼なじみ。七瀬のことは守るべき妹のような存在だと思っており、彼女に対しては「ナナちゃん」と呼び、過保護。幼少期に七瀬とある約束をしていた。
一見謎めいた行動が多いが、実はそのほとんどが自分の周りにいる仲間たちのための行動であり、そのためなら赤の他人を貶めることも自己犠牲も厭わない。
透には「欠落者への差別意識」とは別に嫌悪感を持っているが、どこかしら自分と似ている部分も感じ取っており、彼のことを少しは認めている。また、透たちが心に傷を負った七瀬を救ってくれたことには恩義を感じており、「七瀬のそばにいる」という名目で透たちと行動を共にするようになる。
好きな食べ物は辛いもの（超辛党）、嫌いな食べ物は牛乳。
久賀 七瀬（くが ななせ）
声 - 伊藤かな恵
3月24日（おひつじ座）生まれ、O型。
瞳の能力：他人の感情を背中に付いている羽の色によって読み取ることができる
透のクラスメートである物静かな少女。大人しく口数の少ないためか、交友関係はあまり広くなく、独りで行動することが多い。透とは、修学旅行の班を決めるときに独りだったところを、同じ班に誘われたのがきっかけで知り合った。
小さい頃、自分の瞳を気味悪がった父親から虐待を受けていた。そのため両親は離婚しており、現在は母親と二人で暮らしている。幼なじみの時田とは兄妹のように育った仲で、時田のことを「ハルくん」と呼ぶ。
高１の頃から同学年の女子からいじめられていた自分を庇ってくれていた北条に対して好意を抱いていた。北条からの告白を当初は喜んで受け入れたものの、彼の気持ちが偽りであることを瞳によって見抜いてしまい、深く傷つくことになる。
後に透たちによって救われ、その時に失恋の証として髪を切った。また、その後は何かと聖と行動を共にすることが多くなっている。
好きな食べ物はグラタン、嫌いな食べ物はわさび。
星宮 玲（ほしみや れい）
瞳の能力：なし → 物事の事象に対する確率がパーセンテージで視える
透と同じ高校に通う3年の女子で、読者モデルをやっている。性格は明るく誰に対しても自然体で接する。
今は亡き弟の星宮 京（ほしみや けい）の形見であるペンダントのトップをなくして探し回っていた時に、瞳で「探し物を見つけてくれる確率が100%」と視えた透と関わることになる。
実はかつて玲自身も欠落者であり、小さい頃に事故で目に傷を負い、同じ事故で亡くなった弟から角膜を移植してもらったことによって、弟の持っていた瞳を引き継ぐ形で後天的に瞳保持者になったという。また事故に遭う以前は、玲も欠落者であることへのハンデに苦しんでいたため、透が欠落者であることを知っても透のことを避けたりしなかった。

### その他の人物
藤村（ふじむら）
透が通っている高校の新任国語教師で、小雪、聖、あさひ達のクラスである2年6組の担任。25歳。優しく誠実で生徒から慕われており、人付き合いが下手なあさひも彼女のことを強く信頼している。それゆえに、あさひとの間でトラブルを起こしてしまう。
大人だが同世代では珍しく瞳を持っている。透の分析では「向き不向き」「天職」の類が視える瞳らしいが詳しい内容は不明。
瞳狩り事件では気付かない教師達の中で、クラスが違う透の不登校を心配していた。
橘 さつき（たちばな さつき）
聖の中学時代の回想に登場した女の子。聖が中学時代に塾で出会った他校の女子で、相手の心臓のあたりに人の幸せの度合いが花として視える瞳をもつ。
塾で隣の席になった聖と親しくなったが、とある出来事を切っ掛けに聖が塾を辞めたため、聖とのその後の関係は不明。
後に聖とは別の高校に進学した。
片桐 結花（かたぎり ゆか）
聖の中学時代の回想に登場した女の子。聖、透と同じ中学で、聖と一緒に園芸部に所属していた。近未来で起きる危険を視ることができる瞳を持つ。
聖に思いを寄せていたため、聖がさつきと仲良くしているのを快く思わなかった。
北条 真（ほうじょう まこと）
透たちと同じ高校に通う高校2年の男子生徒で、未成年ながら喫煙している。人に貼られているレッテルがステッカーとして視える瞳を持つ。
高1の頃は非常にガラの悪い外見をしており、その見た目から友人は少なく、ひねくれた性格をしていたが、この頃から七瀬や時田とは友好関係を持っていた。その時に時田の勧めで今の髪型や服装に外見を整え、次期生徒会長選に臨もうとした。それからは周囲に友人も増えていったことで性格の悪さもなりを潜めていたが、生徒会長選に落選してしまったことで、ガラの悪かったときの性格に戻ってしまった。
実は高1の頃から、ガラの悪い外見にも関わらず普通に接してくれていた小雪に対して好意を抱いていた。文化祭が終わってしばらくして七瀬に好きだと告白するが、「七瀬のことが好き」なのが嘘だったことを透たちに見抜かれ、七瀬本人にも自分の本心を悟られてしまう。
後に瞳狩りの被害者となってしまったが、事件後は瞳を取り戻した模様。
七瀬の母親
本名は不明。七瀬に対して虐待を繰り返していた夫と離婚し、七瀬を女手一つで育ててきたシングルマザー。
元・女暴走族の頭であり、睨み付けたときの形相は普段飄々としている聖ですら怯むほど。ケーキ作りが得意。
佐倉 美咲（さくら みさき）
透と同じ高校に通う3年の女子で、玲の親友。元・生徒会役員であり、小雪とも面識がある。物事のきっかけとなる鍵が視える瞳を持つ。
玲とは欠落者であったときからの仲で、長年の付き合いの中で、玲自身すら気づいていない玲の秘密を悟ってしまう。そのため、その秘密を玲自身に気付かれないようにすべく、瞳の力によって視えた鍵を頼りにし、そのきっかけとなる玲のペンダントトップを盗んでそれを小雪に渡した。これらの一連の行動の中で、小雪は美咲の想像つかないほどに重荷を背負ってしまって苦しむことになり、透の怒りを買うことになった。

## 用語
瞳（アイリス）
今日生まれてくる子供たちの瞳に宿る異能の力で、本来見えないものを視覚的に捉える能力のこと。その内容は一人一人異なっており、「夕飯が視える」「前世が視える」など幅広い。
日本国内で初めて瞳を持った子供が生まれたのは27年前であり、その世代を「第1期アイリス・ベビー」と呼ぶ。当初、瞳を持っている子供の出生率は1%と低かったが、その5年後より出生率は爆発的に増加し、現在では99%以上の子供が瞳を持って生まれてくる。しかしながら、現在に至るまでその力の原理は科学的に解明されていない。
瞳を持つ子供たちは自分の瞳について内緒にしていることも多く、その一方で七瀬の父親のように子供にしか無いその力を気味悪がっている大人もいる。また、当初のあさひや中学時代の聖、幼少期の七瀬のように、瞳の見せるものによってはトラウマを抱えることになったり、思春期の人格形成に影響が出る場合もある。
欠落者（アイリス・ゼロ）
ほとんどの子供が瞳の力を持って生まれてくる現代において、ごくわずかの確率で出生する瞳の非保持者のこと。大多数が瞳を持っている同世代の間では、力を持たないゆえにいじめや差別の対象になることが多く、大きな社会問題にもなっている。
それゆえに、欠落者たちは「瞳を持っていないことを隠すのは当然のこと」であるとされており、透のように目立つような行動を避ける傾向にあるという。
瞳狩り（アイリスがり）
透たちの学校で連続して起きた事件。その名の通り、瞳狩りの被害に遭った人間は瞳を失ってしまう。
「瞳を失うことへの不安」が生徒たちに付きまとっているうちに、いつの間にか「欠落者のそばにいると瞳を失う」と根も葉もない噂が生徒たちの間でたってしまい、欠落者の透はより一層迫害を受けることになった。
瞳を持たない世代である教師たちは、瞳を失うことの深刻さを理解できておらず、この校内での問題には無関心のようである（ただし瞳を持つ藤村先生は気にかけていた）。

## 単行本
1. 2009年10月23日発売 ISBN 978-4-8401-2927-5
2. 2010年4月23日発売 ISBN 978-4-8401-3317-3
3. 2011年1月23日発売 ISBN 978-4-8401-3735-5
4. 2011年7月23日発売 ISBN 978-4-8401-4013-3
5. 2012年2月23日発売 ISBN 978-4-8401-4416-2 ※ドラマCDと同時販売
6. 2014年3月22日発売 ISBN 978-4-04-066273-2 ※完全限定生産制ドラマCD付き特装版あり
7. 2016年11月21日発売 ISBN 978-4-04-068574-8
8. 2019年1月23日発売 ISBN 978-4-04-065549-9